# ATA Airlines (USA)
ATA Airlines, bis 2003 American Trans Air, war eine US-amerikanische Fluggesellschaft mit Sitz in Indianapolis, die am 2. April 2008 alle Aktivitäten eingestellt hat.

## Geschichte

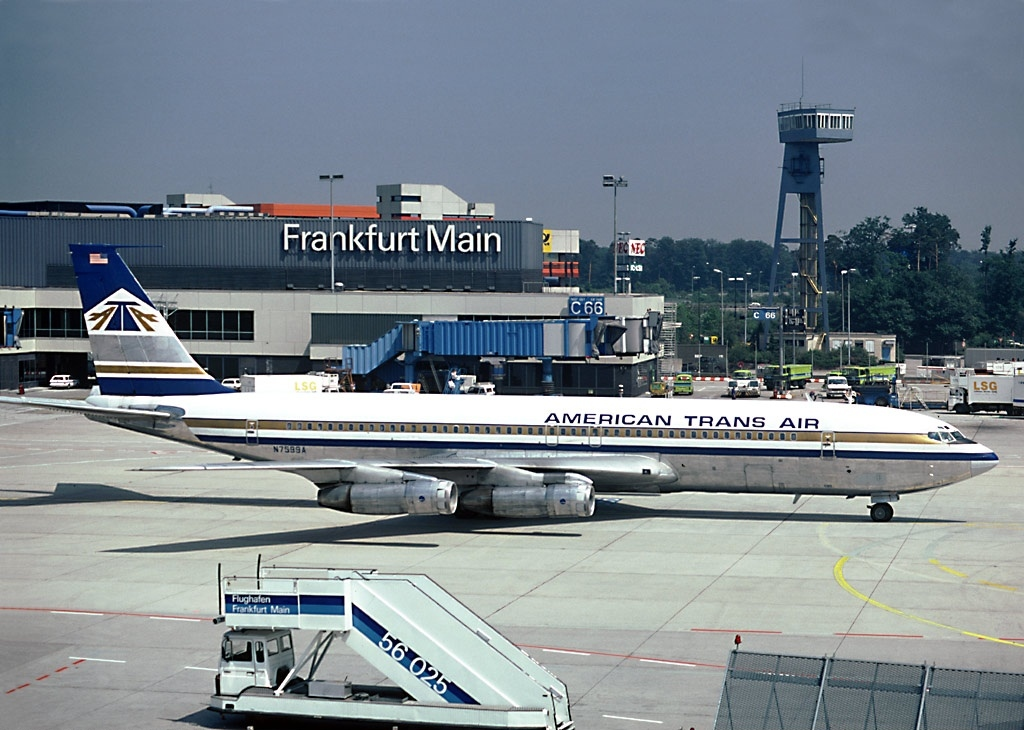
Boeing 707 der American Trans Air, Frankfurt 1984

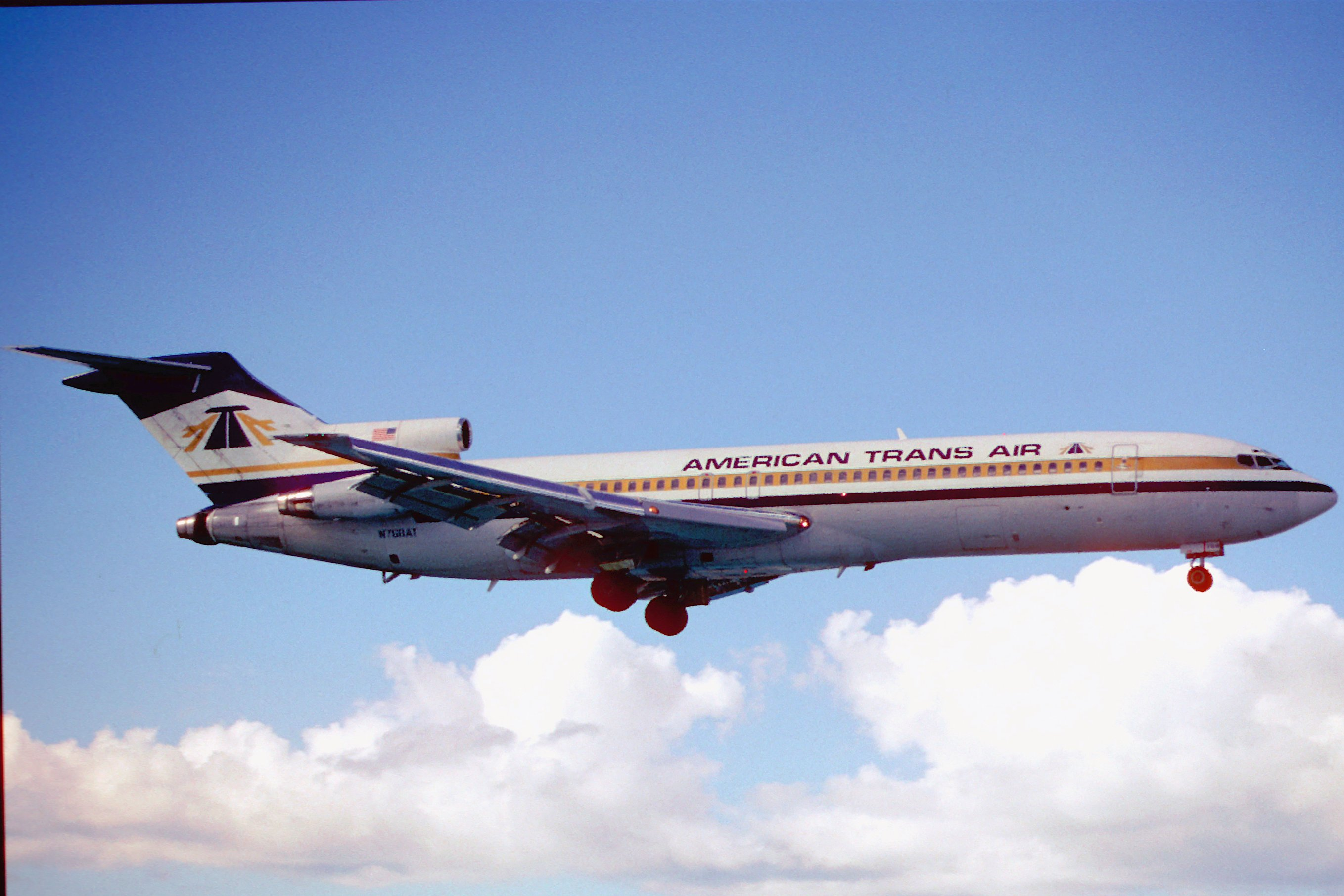
Boeing 727-200 der American Trans Air, 1999

Im Jahr 1972 wurde der Ambassadair Travel Club gegründet und nahm mit einer Boeing 720 den Flugbetrieb auf. Im Jahr 1973 wurde die American Trans Air als Charterfluglinie gegründet. Erst 1981 erhielt sie die Linienzulassung und erwarb Boeing 707. Als zentrales Drehkreuz diente zunächst Indianapolis. Zunächst wurde jedoch weiterhin nur im Charterverkehr geflogen. Im Jahr 1985 nahm man mehrere Lockheed L-1011 „TriStar“ in die Flotte auf. Während des Golfkrieges 1991 wurden 108.000 US-amerikanische Soldaten im Rahmen der Operation „Desert Storm“ an den Persischen Golf transportiert. Im Jahr 1992 wurde der erste Linienflug angeboten. Im Jahr 2003 änderte man den Firmennamen in „ATA Airline Inc.“. Des Weiteren führte North American Airlines im Auftrag des United States Department of Defense Truppenflüge durch. Im Oktober 2004 wurde von der Muttergesellschaft, ATA Holdings Corp., Gläubigerschutz nach US-amerikanischem Recht („Chapter 11“) beantragt. Nachdem Matlin Patterson und andere Kreditgeber 100 Millionen Dollar investiert hatten, um die ATA Holdings zu kaufen, konnte ATA Airlines privatisiert werden. Aus diesem Grund konnte ATA den Gläubigerschutz am 28. Februar 2006 beenden.
Am 5. April 2007 kaufte die Muttergesellschaft ATA Holdings (heute Global Aero Logistics) die nordamerikanischen Fluggesellschaften North American Airlines und World Airways von der World Air Holdings.
Am 2. April 2008 wurde wiederum Gläubigerschutz nach US-amerikanischem Recht („Chapter 11“) beantragt und in der Folge wurde der Flugbetrieb vollständig eingestellt. Das Unternehmen führte diese Entwicklung auf den Verlust eines wichtigen Auftrags im Militärchartergeschäft zurück.

## Ziele

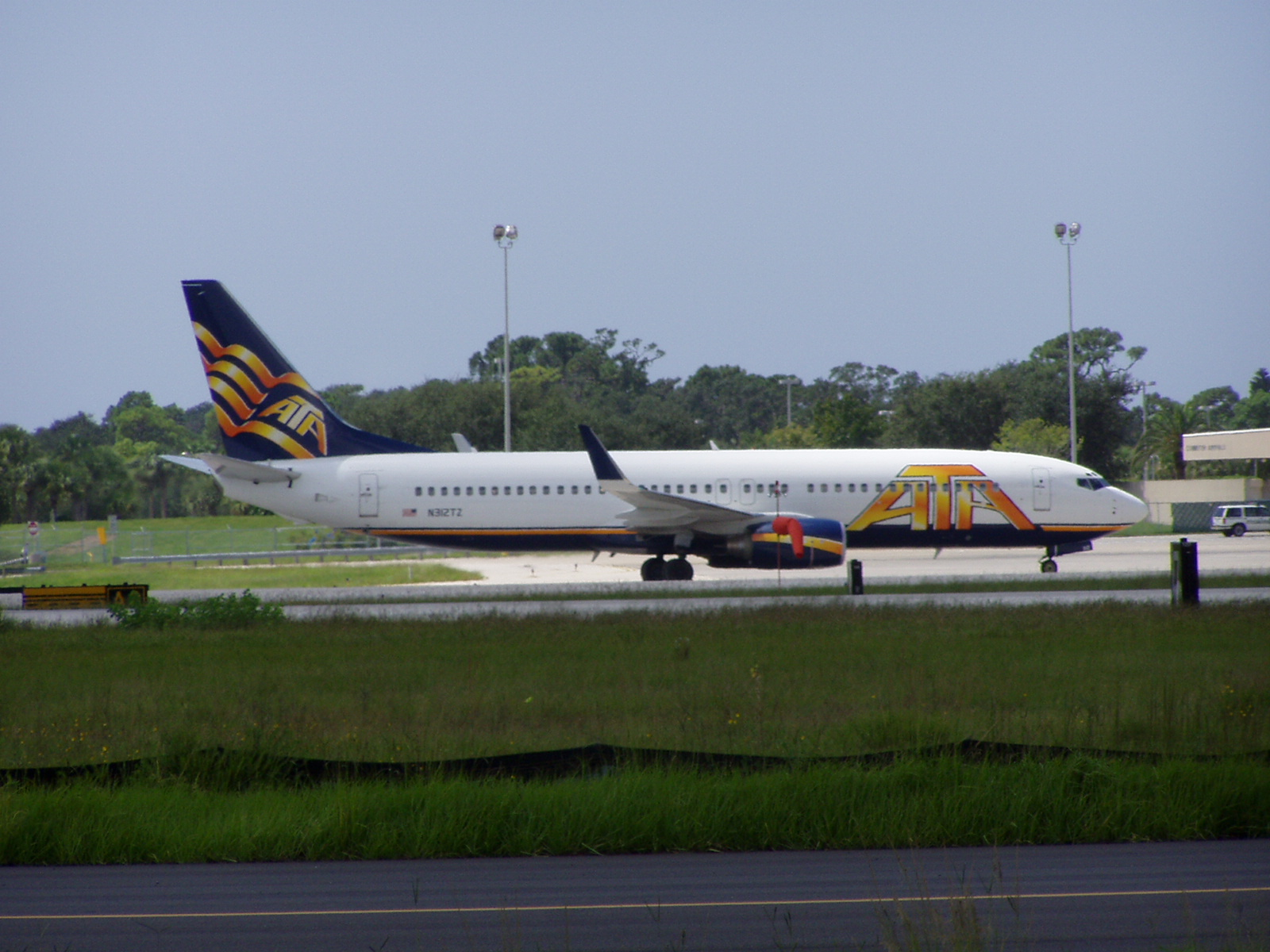
Eine Boeing 737-800 der ATA

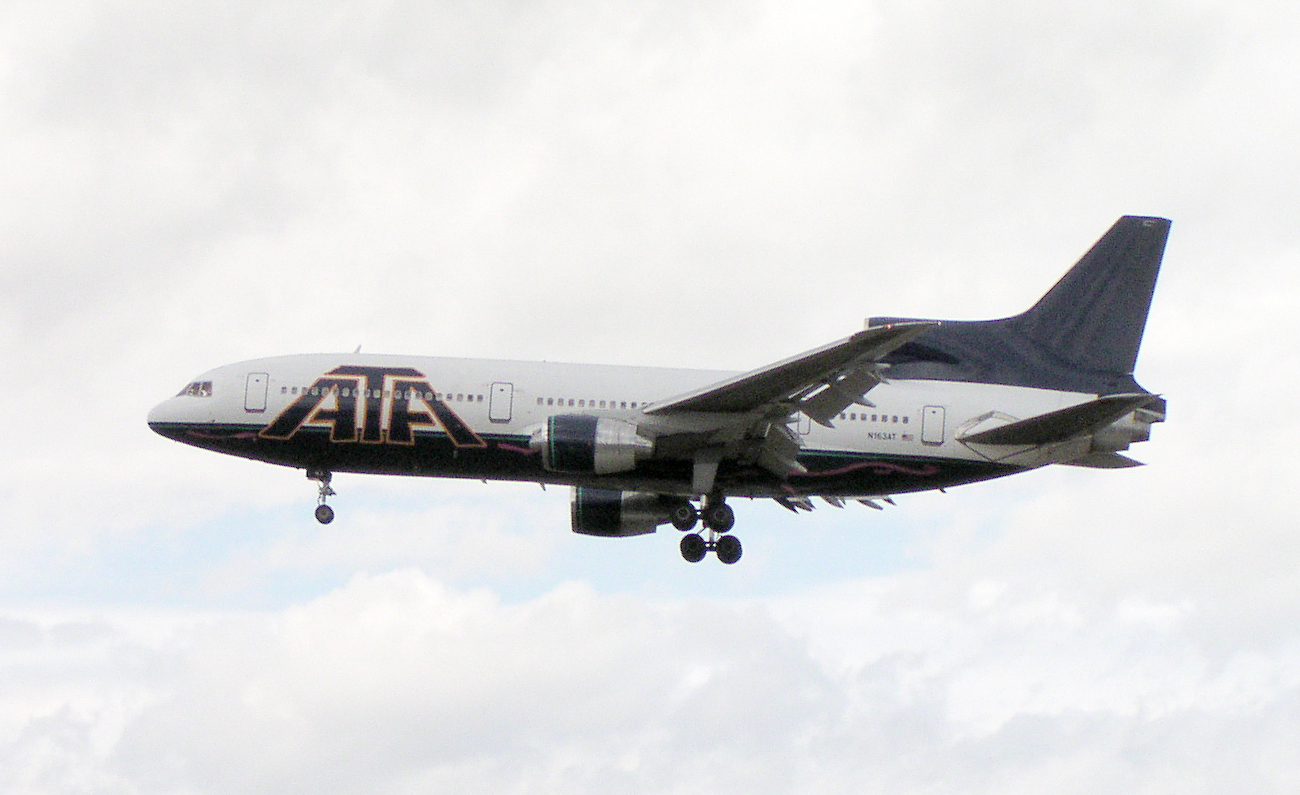
Eine Lockheed L-1011 TriStar der ATA

ATA bediente zuletzt 28 Ziele, fast ausschließlich im nationalen Verkehr. International wurden lediglich einige Ziele in Mexiko bedient, aber auch Leipzig/Halle im Rahmen von Militärchartern. Heimatflughafen der ATA war der Flughafen Chicago-Midway. Weitere inneramerikanische Ziele wurden in Codesharing-Kooperation mit Southwest Airlines angeflogen.

## Flotte
Vor der Einstellung des Flugbetriebs bestand die Flotte der ATA mit Stand März 2008 aus 28 Flugzeugen:
- 12 Boeing 737-800 (erste Auslieferung am 29. Juni 2001)
- 06 Boeing 757-200 (erste Auslieferung am 26. September 1995)
- 04 Boeing 757-300 (erste Auslieferung am 4. August 2001)
- 02 Lockheed L-1011 TriStar (wurden nach der Insolvenz von der britischen Royal Air Force übernommen)
- 06 McDonnell Douglas DC-10-30